# Giovanni Botero

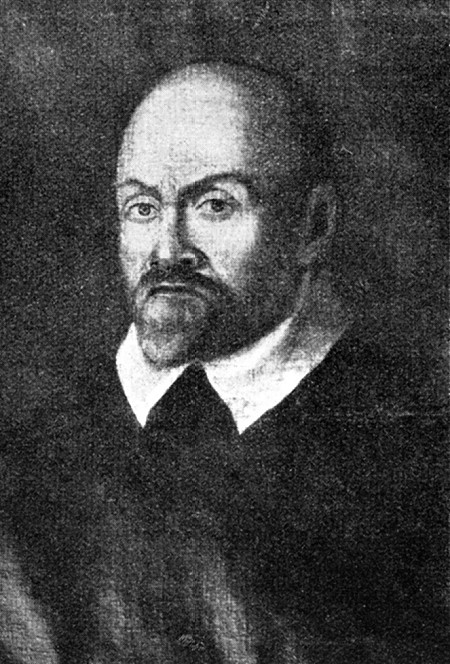
Giovanni Botero.

Giovanni Botero, född omkring 1544 i Bene Vagienna, Piemonte, död 27 juni 1617 i Turin, var en italiensk diplomat, präst och författare, känd för sin kritik mot Niccolò Machiavellis Fursten. Botero förde Salamancaskolans idéer till Italien. I mycket förebådade Botero liberala tänkare som John Locke, Adam Smith och Thomas Malthus.

## Biografi
När Botero var femton år sändes han till jesuiternas skola i Palermo, och sändes ett år därefter till Gregoriana där han studerade Juan Mariana. 1565 började Botero undervisa vid jesuiternas college runt om i Europa. Han blev sedan biskopen av Milano, Carlo Borromeos, assistent, och vid dennes död 1584 stannade han hos familjen Borromeo. Under dessa år anlitades han även som diplomat. När Federico Borromeo utnämndes till ärkebiskop av Milano 1595, blev han informator i Huset Savojen, där han även fick inflytande som rådgivare.

## Boteros lära
Under sina år författade Botero flera verk i statsvetenskap och rättsfilosofi. I synnerhet hans Statens orsaker blev betydelsefull. I denna angriper han Machiavellis Fursten, och menade att en furstes avsikter lyser igenom och att han därför måste ha en god moral. Hans syn på rättvisa var i hög grad påverkad av thomismen och naturrättsteorin som  Francisco de Vitoria och Domingo de Soto företrädde i Salamancaskolan; den furste som blev tyrann hade folket rätt att avsätta, ansåg han. Därigenom försvarade han folksuveränitetsprincipen, och intog en motsatt åsikt till Jean Bodin och andra protestantiska filosofer, som menade att kungamakten kom av Guds nåde.

## Bibliografi

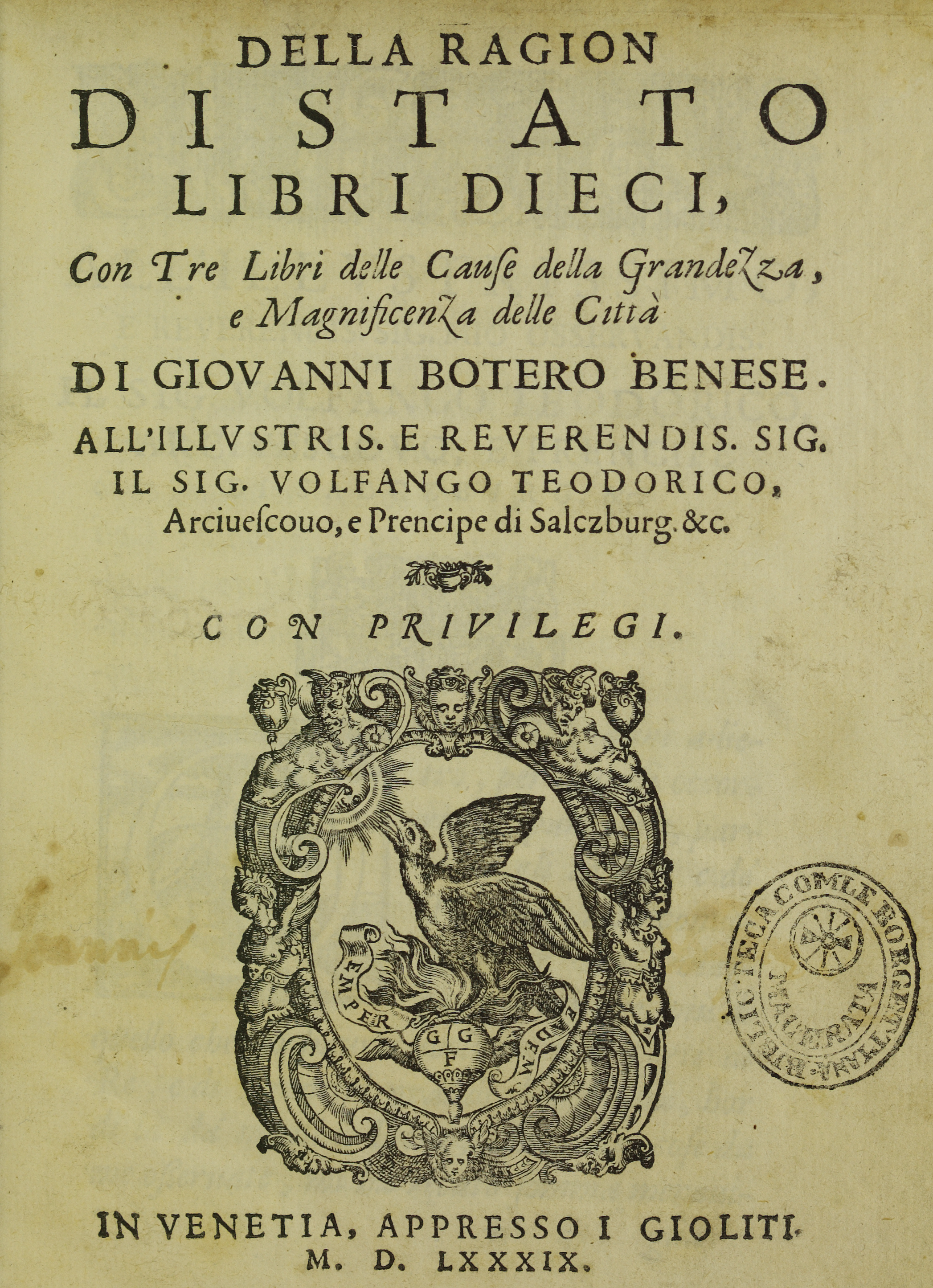
Della ragion di stato, 1589